# 第102回全国高等学校野球選手権大会
第102回全国高等学校野球選手権大会（だい102かいぜんこくこうとうがっこうやきゅうせんしゅけんたいかい）は、2020年8月10日から14日間（休養日を除く）にわたって阪神甲子園球場で開催を予定していた選手権大会。日本国内で新型コロナウイルス感染症（COVID-19）が拡大している影響で、代表校を決める地方大会と合わせて、同年5月20日に中止が決まった。
キャッチフレーズは、「自分の本気と、出会う夏。」

## 概要
2020年3月19日から開催を予定していた第92回選抜高等学校野球大会に続いて、新型コロナウイルスの感染が拡大している影響で、代表校を決める地方大会を含めて全て中止された。
開催の日程が決まっていた夏の（旧制）中等学校・（新制）高校野球全国大会の中止は、1918年（大正7年）の第4回全国中等学校優勝野球大会、1941年（昭和16年）の第27回全国中等学校優勝野球大会に続いて3回目で、学制改革によって全国高等学校野球選手権大会へ移行した1948年（昭和23年）以降では初めて。同じ年に春の選抜大会に続いて中止した事例は、高校野球史上初めてである。前年（2019年）から設けられていた大会運営委員会が日程を決めた後の中止であるため、過去に中止された大会と同様に、大会の回数は第102回として扱われる。

### 中止に至るまでの経緯
日本国内では2020年の初頭から、新型コロナウイルス感染症が拡大。感染拡大への防止策として不要不急の外出の自粛が日本政府などから要請されていることを背景に、同年3月上旬からは、高校の休校や部活動の停止が全国規模で相次いでいた。このような事情から、日本高等学校野球連盟では3月11日に、第92回選抜高等学校野球大会の中止を決定。その他のスポーツ・文化分野でも、当大会と同時期（7月下旬から）の開催が予定されていた「魅せろ躍動 北関東総体 2020」など、高校生が部活動の一環として参加する全国・地方大会が軒並み中止を余儀なくされていた。
当大会の運営委員会でも、代表校の部員による長期間移動・集団での宿泊や、阪神甲子園球場での集客・応援などによる新型コロナウイルス感染・拡散のリスクが避けられないことを懸念。一時は無観客での開催や組み合わせ抽選会・開会式のみの中止なども想定していたが、結局は感染症に詳しい専門家の助言に沿って、大会自体の中止に踏み切った。
地方大会についても、3月上旬から高校の休校や部活動の停止が全国規模で続いていることを背景に、一斉に休止することを決めた。日本高等学校野球連盟では、休止に至った理由を以下のように挙げている。
- 全国選手権が全国大会と地方大会で構成される以上、地方大会を勝ち抜いた代表が1校でも欠けると選手権自体が成立しない。
- 例年に比べて練習が不十分な選手の安全と健康を守ることは難しい。
- 夏休みの短縮によって登校日を増やす動きがあることを踏まえれば、大会の開催が学業の支障になりかねない[2]。

### 中止に伴う影響
スポーツ・文化・観光分野における経済効果の分析で知られる宮本勝浩（関西大学経済学部名誉教授）は、当大会の中止が正式に決定される前日（2020年5月19日）に、中止した場合の波及効果（経済的な損失）を産業連関表などから独自に推計した結果を公表。中止によって失われる経済効果の推計総額が、およそ672億4,415万円であることを明らかにした。
宮本は、地方大会での消費総額を約139億7,180万円、甲子園球場での本大会の消費総額を約171億5,975万円と算出。この結果から大会全体の消費総額（直接効果）を約311億3,155万円と見積もったうえで、一次・二次波及効果を計算することによって、「日本国内で開催されるアマチュアスポーツ大会としては最高額の損失が生じかねない」との推計に至った。この結果の公表に際しては、「大会の出場を目指してきた高校球児における生涯の希望の損失は、700億円近い経済効果の損失をはるかに上回るであろう」という表現で、球児の胸中を慮るコメントを添えている。

### 沿革
- 2019年
  - 7月24日 - 大会を主催する日本高等学校野球連盟（日本高野連）と朝日新聞社が、第1回の大会運営委員会を開催。本大会の公式日程について、2020年7月23日からの開催を予定していた2020年東京オリンピック[注釈 3]閉会式翌日（8月10日）から（準々決勝と準決勝・準決勝と決勝の間の休養日を含む）16日間に定めた[4]。
- 2020年
  - 5月12日 - 沖縄県高等学校野球連盟（沖縄県高野連）が、新型コロナウイルス感染症拡大の影響で加盟校の部活動再開の目途が立っていないことを理由に、全国の地方大会で最も早い時期（6月20日）に予定していた全国高等学校野球選手権沖縄大会の開幕を7月以降に変更することを発表[5]。
  - 5月20日 - 日本高野連と朝日新聞社による第2回運営委員会・臨時理事会で、本大会および地方大会の開催を中止することを正式に決定。後に開かれた理事会で、正式に承認された[6][2]。
  - 5月22日 - 全面中止が決まった地方大会に代わって、都道府県・地区高等学校野球連盟の主催による都道府県・地区単位の大会（独自大会）を、長崎県高等学校野球連盟が全国で初めて開催することを決定[7]。
  - 6月10日 - 日本高野連の第6回定例理事会で、朝日新聞社・毎日新聞社の後援による「2020年甲子園高校野球交流試合」（第92回選抜高等学校野球大会への出場が決まっていた32校による招待試合）を、選手権本大会の開催を予定していた期間中（8月10 - 12日および15 - 17日）に甲子園球場で開催することを決定[8]。
  - 6月20日 - 東北6県の高等学校野球連盟が県別に独自大会を開催することを背景に、6県の連盟を統括する東北地区高等学校野球連盟（東北地区高野連）が、6県の独自大会の閉幕後に「東北地区高等学校野球大会」（各県の独自大会の優勝校によるトーナメント大会）を開催することを発表。複数の県にまたがる独自大会の開催は初めて[9][10][11][12]で、結果として、地区高野連が主催する唯一の独自大会にもなった。
  - 6月21日 -  独自大会としては全国で初めて、福岡県高等学校野球連盟主催の公式戦「がんばれ福岡2020 筑後地区高等学校野球交流大会」が福岡県立浮羽工業高等学校のグラウンドで開幕（詳細後述）。日本国内の高校による硬式野球としては、沖縄県高野連主催の春季沖縄県大会が準々決勝（4月5日）を最後に中止されて以来、およそ2か月半ぶりの公式戦でもあった[13]。
  - 6月26日 - 山梨県高等学校野球連盟が「2020年夏季山梨県高等学校野球大会」の開催を決めたことによって、全国47都道府県（当大会で代表校を選出する予定だった全49地方）で独自大会を実施する方針が確定[14]。
  - 6月29日 - 岐阜・三重の両県で独自大会の開催が決まったことを背景に、両県の独自大会の優勝校による交流試合として、両県高野連の共催による「2020年岐阜県・三重県高等学校野球交流試合」を8月17日に実施することを発表[15]。
  - 7月8日 - 日本高野連が、2020年甲子園高校野球交流試合の組み合わせ抽選会をオンラインで実施。組み合わせや試合の日程については、交流試合の開催期間中や前後に一部の都道府県と東北地区で独自大会が予定されていることを踏まえて、当該都道府県・地区から交流試合へ招待されている高校が地元の独自大会にも出場できるように考慮された。
  - 8月8日 - 都道府県高校野球連盟主催の独自大会としては全国で最後に、埼玉県で「夏季埼玉県高等学校野球大会」が開幕。
  - 8月9日 - 東北6県の独自大会が同月7日までに全て閉幕したことを受けて、東北地区高等学校野球大会を、宮城県の石巻市民球場で12日まで開催。
  - 8月17日 - 2020年岐阜県・三重県高等学校野球交流試合を、岐阜市の長良川球場で開催。
  - 8月23日 - 神奈川県高等学校野球連盟が主催する「令和2年度神奈川県高等学校野球大会」の閉幕によって、独自大会の全日程が全都道府県で終了。
  - 9月9日 - 第102回大会の開会式で予定していた前回（第101回）大会優勝校・履正社高等学校（大阪代表）による優勝旗返還式を、同月19日に阪神甲子園球場で開催することを日本高野連が発表[16]。
  - 9月19日 - 履正社高校硬式野球部員20名の参加による優勝旗返還式[17]を、阪神甲子園球場で15:00から約30分間開催（詳細後述）。

### 中止決定後の動向
当大会を主催する日本高等学校野球連盟（日本高野連）会長の八田英二は、大会の中止を発表した2020年5月20日の記者会見で、地方大会の代替措置について、都道府県高等学校野球連盟（都道府県連）ごとの自主的な判断に委ねることを表明。都道府県連が独自に地方大会（独自大会）を開催する場合には、当該地方における新型コロナウイルスの感染状況を総合的に判断することを条件に、財政面への支援や、医療関係者からの情報提供などを通じて開催に協力する意向を示していた。
また、日本高野連を管轄する文部科学省の萩生田光一大臣は、5月26日の記者会見で「高校（3年）生に3年間の何らかの証しを残してあげることが必要。文部科学省として（独自大会の開催を）応援したい」との意向を表明。会場の確保などに関する経費を補助する関連施策を2020年度第2次補正予算案に盛り込むことを背景に、「（10月に鹿児島県で開催を予定していた）燃ゆる感動かごしま国体・高等学校硬式野球競技への出場校選考において、独自大会での成績を考慮する」との見解を示した。
現にスポーツ庁では、新型コロナウイルス感染拡大の影響で中止された中・高校生向けのスポーツ大会を対象に、代替大会の開催支援予算として総額8億円を上記の予算案に計上。（都道府県高等学校野球連盟のような）都道府県単位の学生スポーツ団体が高校生向けの代替大会を開催する場合には、1,000万円を上限に、会場・感染防止対策などの関連経費を補助することを決めている（6月12日に上記の予算案が国会で成立）。
さらに、2004年から毎年秋に阪神甲子園球場でマスターズ甲子園を開催してきた全国高校野球OBクラブ連合では、2020年に予定していた第17回大会および地方予選大会を中止することを5月28日に決定。OBクラブ連合設立の趣旨やマスターズ甲子園大会の理念に高校野球の支援を掲げていることを踏まえて、2020年度の活動の主体を（都道府県連に対する支援金の募集など）独自大会への援助に関する事業へ置くことも打ち出している。
日本プロ野球（NPB）では、2020年のレギュラーシーズンについて、当初3月20日（春分の日）に予定していた開幕日を6月19日（いずれも金曜日）に設定することを5月25日に決定した。ただし、阪神甲子園球場を本拠地に定めている阪神タイガースの公式戦については、例年のレギュラーシーズンと同じく、本大会の開催を予定していた期間（8月10日 - 24日）に同球場を使用しない。このため、日本高野連では、第92回選抜高等学校野球大会への出場が決まっていた32校を招待し「2020年甲子園高校野球交流試合」（各校1試合・全16試合）の開催を決定。また、阪神甲子園球場と阪神タイガースは6月8日に、日本高野連加盟校の硬式・軟式野球部へ所属する3年生の男子部員全員（約5万名）へ「甲子園の土キーホルダー」を8月下旬から贈呈することを発表した（6月16日付の発表で3年生の女子部員全員＜約320名＞も贈呈の対象に追加）。阪神の一軍監督・矢野燿大およびコーチ・選手からの発案を日本高野連が了承したことによって実現した企画で、甲子園球場のグラウンドから採取した土をボール状の透明なカプセルに封入。カプセルの上には、当大会の期間中に販売を予定していたオリジナルグッズ向け（大会の回数を示す「102」の数字入り）ロゴのデザインを施す。一部のキーホルダーには、（矢野やコーチ・選手を含む）阪神球団の関係者をはじめ、甲子園球場の職員や、同球場のグラウンド整備を担う阪神園芸の職員が直々に採取した土を使用（6月16日・24日の午前中に阪神球団の関係者が実際に採取）。企画の実現に伴って生じる費用の一部を、阪神の首脳陣と選手一同が負担する（8月31日に約4万8,700個を全加盟校へ発送）。これに対して、日本高野連は11月27日に阪神球団へ感謝状を贈呈している。

#### 第101回大会の優勝旗返還式
本来は2020年8月10日の本大会開会式で挙行する予定だった前年（2019年）の第101回全国高等学校野球選手権大会優勝校（履正社高校）からの優勝旗返還式を、2020年9月19日（土曜日）の15:00からおよそ30分間にわたって阪神甲子園球場で開催。例年の選手権本大会開会式と同様に、西宮市立西宮高等学校2年生の女子生徒から選ばれた15名が入場行進でプラカード係を務めたほか、尼崎市立尼崎高等学校吹奏楽部と武庫川女子大学高等学校コーラス部が大会歌の「栄冠は君に輝く」を演奏した。
履正社高校からは、2020甲子園高校野球交流試合にも出場した現役の硬式野球部員から、主将の関本勇輔（野球解説者で阪神の内野手だった関本賢太郎の長男）を筆頭に20名が参加。関本は、優勝旗の返還・レプリカの授与に続いて臨んだスピーチで、日本高野連をはじめ交流試合・独自大会の開催に尽力した関係者に向けて感謝の意を述べた。スピーチの終了後には、全国の球児と全ての高校生を応援するメッセージを込めて、前年のJAPAN CUP高等学校部門で優勝した梅花高等学校チアリーディング部がバックネット前でパフォーマンスを特別に披露した。
また、履正社高校硬式野球部の控え部員・部員の保護者（総勢約400名）に加えて、朝日新聞社が一般から公募した600名を申込先着順で内野スタンド（バックネット裏の銀傘下エリア）に招待。放送による生中継やインターネットでのライブ配信は実施されなかったが、式典の終了後には、式典の模様を収録した動画が「バーチャル甲子園」で配信された。

#### 日本高野連とNPBによる「合同練習会」の共催
日本高野連とNPBでは、高野連に加盟する高校3年生の選手が出場できる公式戦が例年より大幅に減少していることを踏まえて、日本高野連などの学生野球団体を統轄する日本学生野球協会へプロ志望届を提出した選手向けの「合同練習会」を、独自大会・地区大会や「甲子園高校野球交流試合」が全て終了した後（2020年8月下旬 - 9月上旬）に共同で実施することを計画。日本学生野球協会では、この計画を同年6月25日の理事会で承認するとともに、高校3年生からのプロ志望届の受付を例年より早い時期（8月1日）から実施することを決定した。アメリカ球界での「ショーケース」に相当する「合同練習会」の開催は初めてで、日本高野連からNPBに開催を提案。原則として無観客で開催される独自大会の一部で、NPB球団のスカウトによる試合会場への入場を認められない可能性があることが「『（参加校の）3年生部員の進路を保証する』という点で地域間の平等性に欠ける」とみなされることから、平等性を確保した合同トライアウト方式の共催となった。西日本地区では甲子園球場で8月29日・30日、東日本地区では東京ドームで9月5日・6日に合同練習会を開催した。

#### 選手権大会としての出場・優勝記録の扱い
日本高野連と朝日新聞社では、2021年の選手権大会再開に向けて、第1回の大会運営委員会を2020年9月9日に開催。東京オリンピックが7月23日から8月8日までの期間へ延期されることを前提に、選手権本大会の日程を閉会式の翌日（8月9日）から（休養日を含む）16日間に定めたほか、地方大会と本大会の正式名称を「第103回全国高等学校野球選手権大会」に決めた。
その一方で、日本高野連では2021年1月28日に、第102回選手権大会の中止・独自大会の開催に伴う出場・優勝記録の扱いを発表。第103回の本大会を開催することを前提に、この大会の代表校における本大会への通算出場記録について、下記の事例を示したうえで、注釈付きで扱うことを決めた。独自大会での優勝については、都道府県・地区高野連が公式戦扱いで開催した大会であっても、選手権地方大会での通算優勝回数に加算しない方針を示している。
- 第101回の本大会に続いて出場する場合：「中止の第102回大会を挟んでa大会連続b回目の出場」（太字部分が「注釈」に相当、aは通算の連続出場回数）
  - 例：日本文理は第104回大会で3大会連続12回目の出場
- 第101回の本大会に出場していなかった場合：「c年ぶりd回目の出場」（cは出場の間隔を表す年数、dは通算の出場回数）
  - 例：横浜高校は第103回で3年ぶり19回目の出場
- 第101回本大会優勝校の履正社高校が第103回本大会でも優勝した場合：「中止の第102回大会を挟んで2大会連続優勝」（太字部分が「注釈」に相当[注釈 8]）

#### 日本放送協会・テレビ朝日系列の対応
本大会の中継を予定していた日本放送協会(NHK)および朝日放送テレビ(ABC)は、通常通りの番組編成とする対応が行われた。このため、会期中に放送予定だった「熱闘甲子園」の放送を取り止め、テレビ朝日系列「報道ステーション」で大会期間中に行われている「きょうの熱盛」の特別版「熱盛甲子園」も放送せず通常版としたほか、大会期間中は番組を休止している「あさイチ」及び「ニュース シブ5時」は通常通り放送された。

## 都道府県・地区単位による独自大会の開催
日本高野連では、2020年5月27日開催の理事会で、独自大会の開催に関して以下の条件を定めた。また、都道府県連に対して、朝日新聞社と共同で総額1億9,000万円の財政支援を実施することも決定。独自大会の開催の有無にかかわらず、一定の金額を各都道府県連へ一律に配布したうえで、代替大会を開催する都道府県連の参加校数に応じて残額を配分する。独自大会の開催に向けて、学生野球憲章に抵触しない範囲で寄付の申し出を都道府県連と共に積極的に受け入れる方針や、都道府県連単位によるクラウドファンディングの立ち上げを容認する方針も打ち出している。
- 独自大会を開催する場合には、後述する「感染防止対策ガイドライン」に基づいて対策を講じることを条件に、当該都道府県内の高校の部活動に対する制限（休校措置など）の範囲内で、原則として無観客試合として実施する。ただし、無観客試合では都道府県連の主な財源である入場料収入が見込めないため、前述した配付金や寄付金などで財源を賄う。
- 独自大会を主催する都道府県連には、試合会場で新型コロナウイルスの感染者が出た場合の対応を当該地域の衛生部局とあらかじめ検討することや、試合会場の医療体制を整備することを原則として求める。
- 新型コロナウイルスの集団感染の要因とされる「密閉・密集・密接」を避けるために、試合会場で以下の対策を講じることを「感染防止対策ガイドライン」として定める。
  - 試合会場では、出入りする関係者の数を必要最小限にとどめながら、報道陣を含む入場者全員に検温を実施する。また、運営スタッフにマスクを着用させるとともに、入口と一・三塁側のベンチに消毒液を設置する。さらに、試合に関わる大会役員・審判委員・指導者および、ベンチ入り登録選手（登録部員）に対して、開催日から直近2週間前からの行動歴の記録を求める。
  - 当日試合を控えている高校（参加校）には、ベンチに入る予定の指導者と登録部員全員の検温を起床時に実施したうえで、検温確認表の作成と大会役員への提出を求める。起床時や入場時に37.5℃以上の体温が計測された指導者や部員には、来場や入場の自粛を要請する。
  - 参加校の指導者や登録部員には、ベンチ内での座る位置や円陣で「密集」を避けることを求める。また、回し飲みによる水分の補給を禁じるほか、素手による試合中のハイタッチ・握手の自粛を要請。練習や試合では、ボールを触った手で目・鼻・口を触れさせないようにする。さらに、試合中に登録部員がマウンドの周辺へ集まる場合には、グラブを口元に当てることを求める。
  - ベンチ入りの登録から外れた参加校の選手（控え部員）や、登録選手・控え選手の保護者によるスタンドへの入場については、主催する都道府県連の判断に委ねる。スタンドでの観戦を認める場合には、「社会的距離」（2m以上の間隔）を確保したうえで、大声ではなく拍手での応援を要請する。
  - 同一会場で1日に複数の試合を開催する場合には、ダックアウト内の清掃と消毒を、試合が終わるたびに実施する。さらに、不特定多数の関係者が接触する場所（球場内やトイレのドアノブなど）の定期的な消毒に努める。
  - 検温によって試合会場への入場を認められた報道陣には、試合後の取材を、基本としてスタンドで実施するよう求める。また、取材の時間を限定するとともに、取材相手に対して「社会的距離」を確保する[41]。
- 試合規則は、2020年度公認野球規則、アマチュア野球内規および高校野球特別規則に準じる。また、本来は2020年春（第92回選抜高等学校野球大会）以降の公式戦から導入する予定だった投手への投球数制限（1週間の総投球数が500球以内）や、守備側チームの監督から伝令役の選手を介した球審への申告による故意四球（申告敬遠）を当初の予定どおり適用する。
- 大会の方式（トーナメント、リーグ戦、参加校につき1試合限定での開催など）、試合に関する特別ルール（7イニング制、9回裏以降のイニングで試合の決着が付かなかった場合のタイブレーク方式による延長戦、試合時間の制限など）の導入、試合中にベンチへ入れる選手の対象・人数については都道府県連ごとに対応する。
- 独自大会を地方大会と同等の「公式戦」として位置付けることや、試合での記録を都道府県連における「公式記録」として扱うことを認める。ただし、出場校における学業の遅れや1・2年生部員による新チーム始動のタイミングなどを踏まえて、原則として8月末までに終了するように日程を調整する。
- 都道府県連からの要望があれば、以上の条件を全て満たすことを前提に、近隣の都道府県にまたがる「地区大会」の開催も認める。

都道府県連では、上記の施策や「感染防止対策ガイドライン」を背景に、独自大会の開催を相次いで決定。全国で初めて5月25日に開催の断念を発表していた福岡県高等学校野球連盟も、後述する経緯から、6月12日の常任理事会で開催を決定した。結局、最後まで開催の可否を明らかにしていなかった山梨県高等学校野球連盟が26日に独自大会の開催を決めたことによって、全都道府県・地方で独自大会が開催されることになった。この状況を受けて、例年の選手権では地方大会の1回戦から中継動画を無料で配信している「バーチャル甲子園」（朝日新聞社と朝日放送テレビが共同で運営するポータルサイト）では、岩手県で独自大会が開幕した7月1日から、全国の独自大会全試合のライブ中継を開始。NHKの地方局や民放テレビ・ラジオ局の一部でも、放送対象地域の独自大会の試合を中継している。
福岡県では、県内の新型コロナウイルス感染者数の多さが九州7県の中で突出していることなどを背景に、県の高野連が独自大会の開催を断念することを5月25日にいち早く発表。日本高野連の八田会長は、2日後（27日）に開かれた理事会で、県高野連の判断を尊重する意向を示していた。福岡県高等学校体育連盟（県高体連）も全国高等学校総合体育大会の代替大会を県レベルで開催しないことを決めていたが、県教育委員会は同連盟と県高野連に対して、管轄競技における代替大会の開催を依頼する文書を6月1日付で送付。県高野連では、この依頼を受けて、代替大会開催の可否を改めて検討していた。
その一方で、福岡県高野連に福岡地区から加盟している高校の硬式野球部監督有志一同は、7月11日から「福岡地区高校野球交流戦」を以下の条件で開催することを6月5日に発表した。
- 福岡地区の加盟40校から33校が参加するリーグ戦方式の予選を、7月11日・12日・18日・19日に無観客で実施。予選の上位校による決勝トーナメントを、23日から開催する。8月2日に準決勝と決勝を予定。選手の負担を軽減するなどの目的で、独自のルール（指名打者制度など）を導入する。
- 決勝トーナメントの試合会場では、参加校の3年生部員の保護者、1・2年生部員、3年生部員の進路に関連するプロ野球・大学関係者に限って、スタンドへの入場を認める。
- ベンチ入りが可能な登録部員の上限を、例年の地方大会（20名）より多い25名に設定。参加校に対しては、3年生部員全員のユニフォームに、背番号を付けることを認める。
- 交流戦の運営経費を、参加各校からの参加費で賄う。審判については、対戦校以外の参加校の監督が交互に担当するほか、地元の社会人野球・大学野球チームも協力[47]。

もっとも、上記の有志一同は、県高野連が独自大会の開催を決めた場合に交流戦を取りやめることも公表していた。結局、県高野連が6月12日に独自大会の開催を決めたことから、交流戦への参加を予定していた高校も独自大会へ出場。県高野連では、独自大会へ出場できない加盟校向けの「がんばれ福岡2020 筑後地区高等学校野球交流大会」を代替大会より前に実施する日程を組んだ末に、全国の独自大会としては最も早く6月21日から交流大会を開催している。

### 大会結果
| 大会                                     | 大会                                                    | 大会                                                    | 開催期間          | 校数 | 優勝校             | 決勝スコア     | 準優勝校       | 備考     |
| ---------------------------------------- | ------------------------------------------------------- | ------------------------------------------------------- | ----------------- | ---- | ------------------ | -------------- | -------------- | -------- |
| 北海道                                   | 令和2年夏季北海道高等学校野球北北海道大会               | 令和2年夏季北海道高等学校野球北北海道大会               | 7月11日 - 8月11日 | 81   | クラーク国際       | 10 - 0         | 旭川龍谷       |          |
| 北海道                                   | 令和2年夏季北海道高等学校野球南北海道大会               | 令和2年夏季北海道高等学校野球南北海道大会               | 7月11日 - 8月9日  | 100  | 札幌第一           | 8 - 3          | 札幌国際情報   |          |
| 青森                                     | 令和2年度夏季青森県高校野球大会                         | 令和2年度夏季青森県高校野球大会                         | 7月14日 - 7月28日 | 55   | 青森山田           | 8 - 5          | 八戸学院光星   |          |
| 岩手                                     | 令和2年夏季岩手県高等学校野球大会                       | 令和2年夏季岩手県高等学校野球大会                       | 7月1日 - 7月26日  | 65   | 一関学院           | 4 - 1          | 盛岡大付       |          |
| 秋田                                     | 2020秋田県高等学校野球大会                              | 2020秋田県高等学校野球大会                              | 7月9日 - 7月22日  | 44   | ノースアジア大明桜 | 7 - 2          | 能代松陽       |          |
| 山形                                     | 山形県高等学校野球大会2020                              | 山形県高等学校野球大会2020                              | 7月11日 - 8月1日  | 45   | 鶴岡東             | 9 - 4          | 東海大山形     |          |
| 宮城                                     | 令和2年東北地区高等学校野球宮城大会                     | 令和2年東北地区高等学校野球宮城大会                     | 7月11日 - 8月1日  | 67   | 仙台育英           | 8 - 2          | 仙台           |          |
| 福島                                     | 福島2020夏季高等学校野球大会                            | 福島2020夏季高等学校野球大会                            | 7月18日 - 8月7日  | 71   | 聖光学院           | 6 - 0          | 光南           |          |
| 令和2年東北地区高等学校野球大会          | 令和2年東北地区高等学校野球大会                         | 令和2年東北地区高等学校野球大会                         | 8月9日 - 8月12日  | 6    | 聖光学院           | 8 - 0          | 仙台育英       |          |
| 茨城                                     | 2020年夏季茨城県高等学校野球大会                        | 2020年夏季茨城県高等学校野球大会                        | 7月11日 - 8月5日  | 90   | 準々決勝で終了     | 準々決勝で終了 | 準々決勝で終了 |          |
| 栃木                                     | 2020年栃木県高校野球交流試合                            | 2020年栃木県高校野球交流試合                            | 7月18日 - 8月3日  | 59   | 3回戦で終了        | 3回戦で終了    | 3回戦で終了    | 7回制    |
| 群馬                                     | 2020年群馬県高等学校野球大会                            | 2020年群馬県高等学校野球大会                            | 7月18日 - 8月10日 | 61   | 桐生第一           | 6 - 5          | 健大高崎       |          |
| 埼玉                                     | 令和2年度 夏季埼玉県高等学校野球大会                    | 令和2年度 夏季埼玉県高等学校野球大会                    | 8月8日 - 8月23日  | 147  | 狭山ヶ丘           | 5 - 2          | 昌平           | 7回制    |
| 山梨                                     | 2020年夏季山梨県高等学校野球大会                        | 2020年夏季山梨県高等学校野球大会                        | 7月23日 - 8月13日 | 34   | 東海大甲府         | 5 - 4          | 山梨学院       |          |
| 千葉                                     | 2020 夏季千葉県高等学校野球大会                         | 2020 夏季千葉県高等学校野球大会                         | 8月2日 - 8月18日  | 158  | 木更津総合         | 2 - 1          | 専大松戸       |          |
| 東京                                     | 2020年夏季東西東京都高等学校野球大会                    | 東東京                                                  | 7月18日 - 8月8日  | 122  | 帝京               | 3x - 2         | 関東第一       | 延長11回 |
| 東京                                     | 2020年夏季東西東京都高等学校野球大会                    | 西東京                                                  | 7月19日 - 8月7日  | 121  | 東海大菅生         | 4x - 3         | 佼成学園       | 延長10回 |
| 東京                                     | 2020年夏季東西東京都高等学校野球大会                    | 東西決戦                                                | 8月10日           |      | 東海大菅生         | 3x - 2         | 帝京           |          |
| 神奈川                                   | 令和2年度神奈川県高等学校野球大会                       | 令和2年度神奈川県高等学校野球大会                       | 8月1日 - 8月23日  | 175  | 東海大相模         | 9 - 5          | 相洋           |          |
| 長野                                     | 2020年度夏季高等学校野球長野県大会                      | 2020年度夏季高等学校野球長野県大会                      | 7月18日 - 8月10日 | 78   | 佐久長聖           | 9 - 0          | 飯山           |          |
| 新潟                                     | 令和2年度新潟県高等学校夏季野球大会                     | 令和2年度新潟県高等学校夏季野球大会                     | 7月18日 - 8月6日  | 73   | 中越               | 9 - 3          | 日本文理       |          |
| 富山                                     | TOYAMA2020高等学校野球大会                              | TOYAMA2020高等学校野球大会                              | 7月23日 - 8月11日 | 46   | 高岡第一           | 1 - 0          | 石動           |          |
| 石川                                     | 石川県高等学校野球大会                                  | 石川県高等学校野球大会                                  | 7月11日 - 8月9日  | 43   | 日本航空石川       | 2 - 1          | 星稜           |          |
| 福井                                     | 福井県高等学校野球大会                                  | 福井県高等学校野球大会                                  | 7月18日 - 8月3日  | 30   | 敦賀気比           | 8 - 1          | 福井工大福井   |          |
| 静岡                                     | 2020夏季静岡県高等学校野球大会                          | 2020夏季静岡県高等学校野球大会                          | 7月11日 - 8月2日  | 108  | 聖隷クリストファー | 6 - 5          | 浜松開誠館     | 7回制    |
| 愛知                                     | 夏季愛知県高等学校野球大会                              | 夏季愛知県高等学校野球大会                              | 7月4日 - 8月10日  | 182  | 中京大中京         | 1 - 0          | 愛産大工       |          |
| 岐阜                                     | 2020夏季岐阜県高等学校野球大会                          | 2020夏季岐阜県高等学校野球大会                          | 7月19日 - 8月2日  | 63   | 大垣日大           | 6 - 5          | 中京           | 延長11回 |
| 三重                                     | 2020年三重県高等学校野球夏季大会                        | 2020年三重県高等学校野球夏季大会                        | 7月11日 - 8月9日  | 60   | いなべ総合         | 5x - 4         | 四日市工       |          |
| 2020年岐阜県・三重県高等学校野球交流試合 | 2020年岐阜県・三重県高等学校野球交流試合                | 2020年岐阜県・三重県高等学校野球交流試合                | 8月17日           |      | 大垣日大           | 9 - 8          | いなべ総合     |          |
| 滋賀                                     | 令和2年度夏季滋賀県高等学校野球大会                     | 令和2年度夏季滋賀県高等学校野球大会                     | 7月18日 - 8月14日 | 49   | 近江               | 6 - 1          | 水口東         |          |
| 京都                                     | 令和2年度夏季京都府高校野球大会                         | Aブロック                                               | 7月12日 - 7月30日 | 10   | 龍谷大平安         | 7 - 0          | 京都成章       | 7回制    |
| 京都                                     | 令和2年度夏季京都府高校野球大会                         | Bブロック                                               | 7月12日 - 7月31日 | 10   | 乙訓               | 5 - 1          | 鳥羽           | 7回制    |
| 京都                                     | 令和2年度夏季京都府高校野球大会                         | Cブロック                                               | 7月11日 - 8月1日  | 10   | 京都文教           | 9 - 5          | 福知山         | 7回制    |
| 京都                                     | 令和2年度夏季京都府高校野球大会                         | Dブロック                                               | 7月11日 - 8月1日  | 10   | 洛東               | 4 - 2          | 同志社         | 7回制    |
| 京都                                     | 令和2年度夏季京都府高校野球大会                         | Eブロック                                               | 7月19日 - 8月1日  | 8    | 京都翔英           | 8 - 1          | 久御山         | 7回制    |
| 京都                                     | 令和2年度夏季京都府高校野球大会                         | Fブロック                                               | 7月11日 - 8月2日  | 9    | 北嵯峨             | 5 - 0          | 洛北           | 7回制    |
| 京都                                     | 令和2年度夏季京都府高校野球大会                         | Gブロック                                               | 7月18日 - 8月2日  | 9    | 北稜               | 11 - 3         | 福知山成美     | 7回制    |
| 京都                                     | 令和2年度夏季京都府高校野球大会                         | Hブロック                                               | 7月18日 - 8月2日  | 8    | 京都共栄           | 3x - 2         | 京都外大西     | 7回制    |
| 奈良                                     | 令和2年度奈良県高等学校夏季野球大会                     | 令和2年度奈良県高等学校夏季野球大会                     | 7月18日 - 8月6日  | 37   | 天理               | 6 - 4          | 奈良大付       |          |
| 和歌山                                   | 2020 夏 高校野球和歌山大会                              | 2020 夏 高校野球和歌山大会                              | 7月18日 - 8月6日  | 39   | 智弁和歌山         | 10 - 1         | 初芝橋本       |          |
| 大阪                                     | 令和2年大阪府高等学校野球大会                           | 令和2年大阪府高等学校野球大会                           | 7月18日 - 8月10日 | 169  | 準決勝で終了       | 準決勝で終了   | 準決勝で終了   |          |
| 兵庫                                     | 令和2年度夏季兵庫県高等学校野球大会                     | 令和2年度夏季兵庫県高等学校野球大会                     | 7月18日 - 8月7日  | 156  | 5回戦で終了        | 5回戦で終了    | 5回戦で終了    |          |
| 岡山                                     | 2020夏季岡山県高等学校野球大会                          | 2020夏季岡山県高等学校野球大会                          | 7月18日 - 8月10日 | 58   | 倉敷商             | 11 - 1         | 創志学園       |          |
| 鳥取                                     | 2020年夏季鳥取県高等学校野球大会                        | 2020年夏季鳥取県高等学校野球大会                        | 7月11日 - 7月31日 | 22   | 倉吉東             | 7 - 5          | 鳥取城北       |          |
| 広島                                     | 令和2年夏季広島県高等学校野球大会                       | 令和2年夏季広島県高等学校野球大会                       | 7月11日 - 8月9日  | 88   | 広島商             | 9 - 1          | 広陵           |          |
| 島根                                     | 令和2年度島根県高等学校夏季野球大会                     | 令和2年度島根県高等学校夏季野球大会                     | 7月17日 - 8月4日  | 39   | 益田東             | 10 - 5         | 立正大淞南     |          |
| 山口                                     | やまぐち高校生2020メモリアルカップ 夏季高等学校野球大会 | やまぐち高校生2020メモリアルカップ 夏季高等学校野球大会 | 7月11日 - 8月2日  | 55   | 高川学園           | 6 - 1          | 桜ケ丘         |          |
| 香川                                     | 令和2年度香川県高等学校野球大会                         | 令和2年度香川県高等学校野球大会                         | 7月23日 - 8月13日 | 38   | 尽誠学園           | 5 - 0          | 高松商         |          |
| 愛媛                                     | 令和2年度愛媛県高等学校夏季野球大会                     | 令和2年度愛媛県高等学校夏季野球大会                     | 8月1日 - 8月9日   | 52   | 松山聖陵           | 13 - 5         | 宇和島東       |          |
| 徳島                                     | 徳島県高等学校優勝野球大会                              | 徳島県高等学校優勝野球大会                              | 7月12日 - 8月5日  | 30   | 鳴門               | 7 - 6          | 徳島商         |          |
| 高知                                     | 2020高知県高等学校夏季特別野球大会                      | 2020高知県高等学校夏季特別野球大会                      | 7月18日 - 8月2日  | 23   | 高知               | 3 - 2          | 明徳義塾       |          |
| 福岡                                     | がんばれ福岡2020                                        | 北九州                                                  | 7月18日 - 8月2日  | 32   | 九州国際大付       | 10 - 7         | 真颯館         |          |
| 福岡                                     | がんばれ福岡2020                                        | 福岡                                                    | 7月4日 - 8月3日   | 40   | 福岡               | 4x - 3         | 福岡大大濠     | 延長11回 |
| 福岡                                     | がんばれ福岡2020                                        | 筑後                                                    | 7月4日 - 8月3日   | 19   | 西日本短大付       | 3 - 1          | 久留米商       |          |
| 福岡                                     | がんばれ福岡2020                                        | 福岡中央                                                | 7月18日 - 8月2日  | 32   | 飯塚               | 11 - 3         | 福岡魁誠       |          |
| 佐賀                                     | SAGA2020 SSP杯佐賀県高等学校スポーツ大会                | SAGA2020 SSP杯佐賀県高等学校スポーツ大会                | 7月13日 - 8月4日  | 37   | 龍谷               | 8x - 7         | 敬徳           | 延長13回 |
| 長崎                                     | 令和2年度 長崎県高等学校野球大会                        | 令和2年度 長崎県高等学校野球大会                        | 7月11日 - 8月2日  | 54   | 大崎               | 6 - 1          | 鹿町工         |          |
| 熊本                                     | 2020夏季熊本県高等学校野球大会                          | 熊本市内                                                | 7月16日 - 8月2日  | 21   | 文徳               | 9 - 1          | 熊本北         |          |
| 熊本                                     | 2020夏季熊本県高等学校野球大会                          | 城北                                                    | 7月18日 - 8月2日  | 13   | 有明               | 3 - 0          | 城北           |          |
| 熊本                                     | 2020夏季熊本県高等学校野球大会                          | 城南                                                    | 7月18日 - 8月3日  | 21   | 秀岳館             | 8 - 1          | 南稜           |          |
| 大分                                     | 2020大分県高等学校野球大会                              | 2020大分県高等学校野球大会                              | 7月14日 - 7月31日 | 43   | 津久見             | 2 - 1          | 大分舞鶴       |          |
| 宮崎                                     | 宮崎県高等学校野球大会2020                              | 宮崎県高等学校野球大会2020                              | 7月11日 - 8月1日  | 46   | 宮崎日大           | 12 - 2         | 宮崎学園       |          |
| 鹿児島                                   | 2020鹿児島県夏季高等学校野球大会                        | 2020鹿児島県夏季高等学校野球大会                        | 7月8日 - 7月29日  | 65   | 神村学園           | 12 - 2         | 国分中央       |          |
| 沖縄                                     | 2020沖縄県高等学校野球夏季大会                          | 2020沖縄県高等学校野球夏季大会                          | 7月4日 - 8月2日   | 59   | 八重山             | 4 - 2          | 未来沖縄       |          |

### 運営資金の支援
北海道・岩手県・秋田県・山梨県・長野県・石川県・島根県・香川県・福岡県・長崎県・大分県・沖縄県の高野連では、独自大会の運営資金の一部を、クラウドファンディングによる支援金で賄う予定。いずれの高野連も、朝日新聞社の勧めで「A-port」（同社が運営するクラウドファンディングサイト）を活用している。
青森県では、県内から社会人野球に参加している青森銀行硬式野球部の有志が、独自大会の開催決定を受けて「青森の高校野球応援！2020年は甲子園と同じ土で完全燃焼を!」（甲子園球場のフェアグラウンドに使われている土を阪神園芸から購入したうえで、大会期間中に青森市営野球場の内野グラウンドへ用いるプロジェクト）を企画。購入からグラウンド整備までに要する経費や、大会の運営費を賄うための支援金をクラウドファンディングサイトのReadyforで受け付けたところ、受付から7日間で目標額（300万円）を突破した。その結果、県高野連は支援金で阪神園芸からおよそ35トンの黒土を購入。大会初日の第1試合から決勝までの期間に、青森市営野球場で黒土を使用した。
宮城県の独自大会では、「愛する高校球児ドットコムみやぎ」（県内在住の高校野球経験者などによるプロジェクト）が、クラウドファンディングでの資金調達などを通じて開催を支援することを表明。大会の閉幕直前（2020年7月29日）までに総額252万円もの寄付金が集まった。県高野連では、独自大会への参加各校に配布したスポーツマスクなどの経費などに、この寄付金を充てる予定。
兵庫県の独自大会では、後援社の神戸新聞社が「エールファンド」（自社グループのクラウドファンディングサイト）を通じて、1口5,000円で大会への支援金を募集。集まった支援金から手数料を除いた全額を、県高野連に寄付する。
（阪神タイガースを含む）NPB球団所属のプロ野球選手で構成されている一般社団法人日本プロ野球選手会・労働組合日本プロ野球選手会では、全12球団の支配下登録選手全員からの寄付金（総額1億円）を日本高野連に贈呈することを2020年6月15日に発表した。都道府県高野連による独自大会や2021年以降の地方大会などの運営を支援するための寄付で、贈呈された寄付金は、日本高野連を通じて全都道府県の高野連へ均等に配分される。
さらに、NPBに加盟する中日ドラゴンズと中日ドラゴンズ選手会は、東海地区（球団の本拠地がある愛知県、静岡県、岐阜県、三重県）における代替大会への運営支援を目的に、ヤフオク!内の「エールオークション」でチャリティオークションを6月8日から14日まで実施。落札金から必要経費を除いた総額（427万5,588円）を、7月3日に上記4県の高野連へ寄付した。